# Heterometrus spinifer
Espèce
Synonymes
- Buthus spinifer Ehrenberg, 1828
- Heterometrus spinifer solitarius Couzijn, 1981

Heterometrus spinifer est une espèce de scorpions de la famille des Scorpionidae.

## Distribution
Cette espèce se rencontre en Malaisie péninsulaire et en Thaïlande.

## Habitat
Généralement, ce scorpion vit dans la pénombre des sous-bois et y creuse des galeries dans le sol où il peut se cacher durant la journée. 

## Description

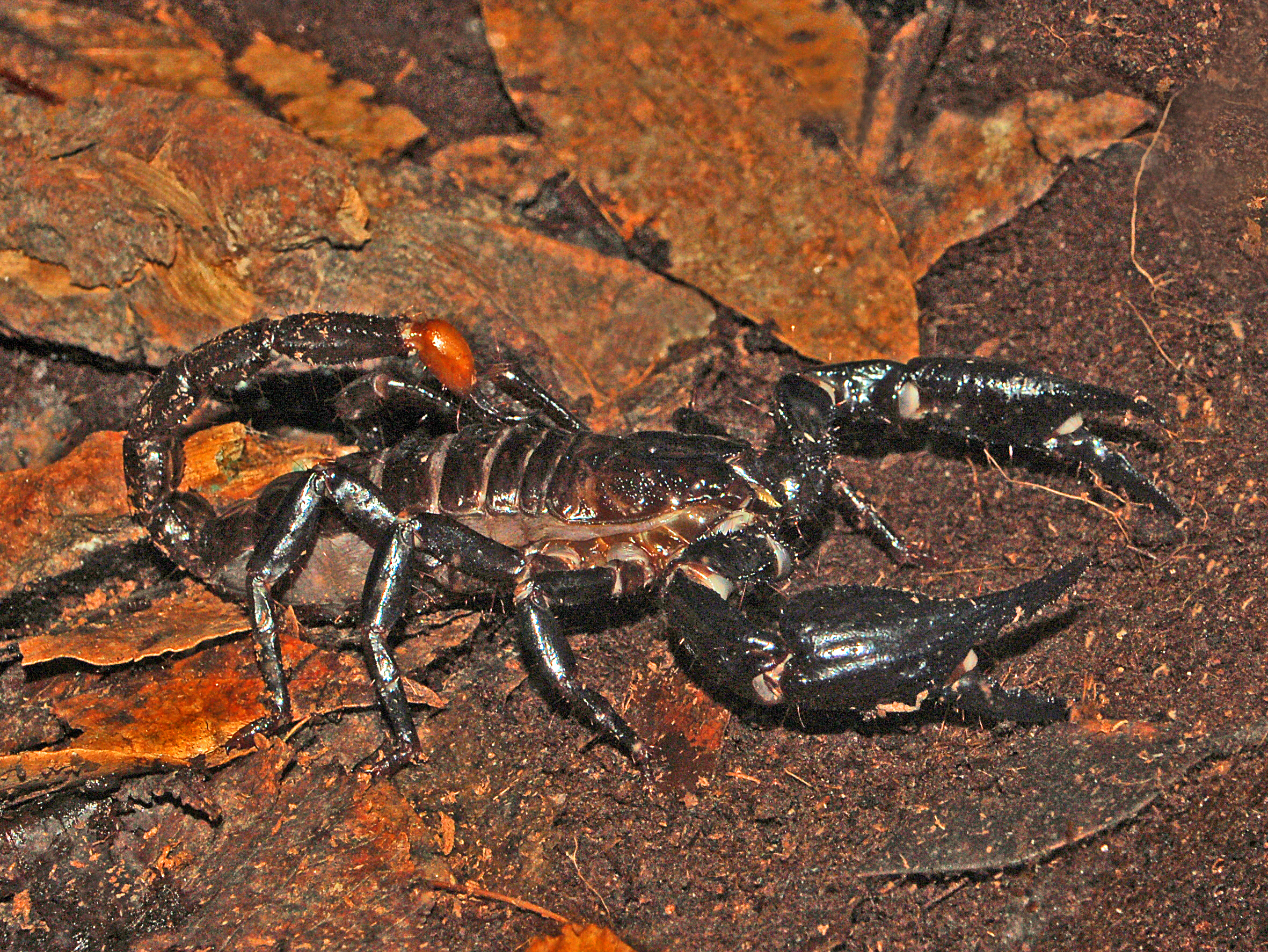
Heterometrus spinifer

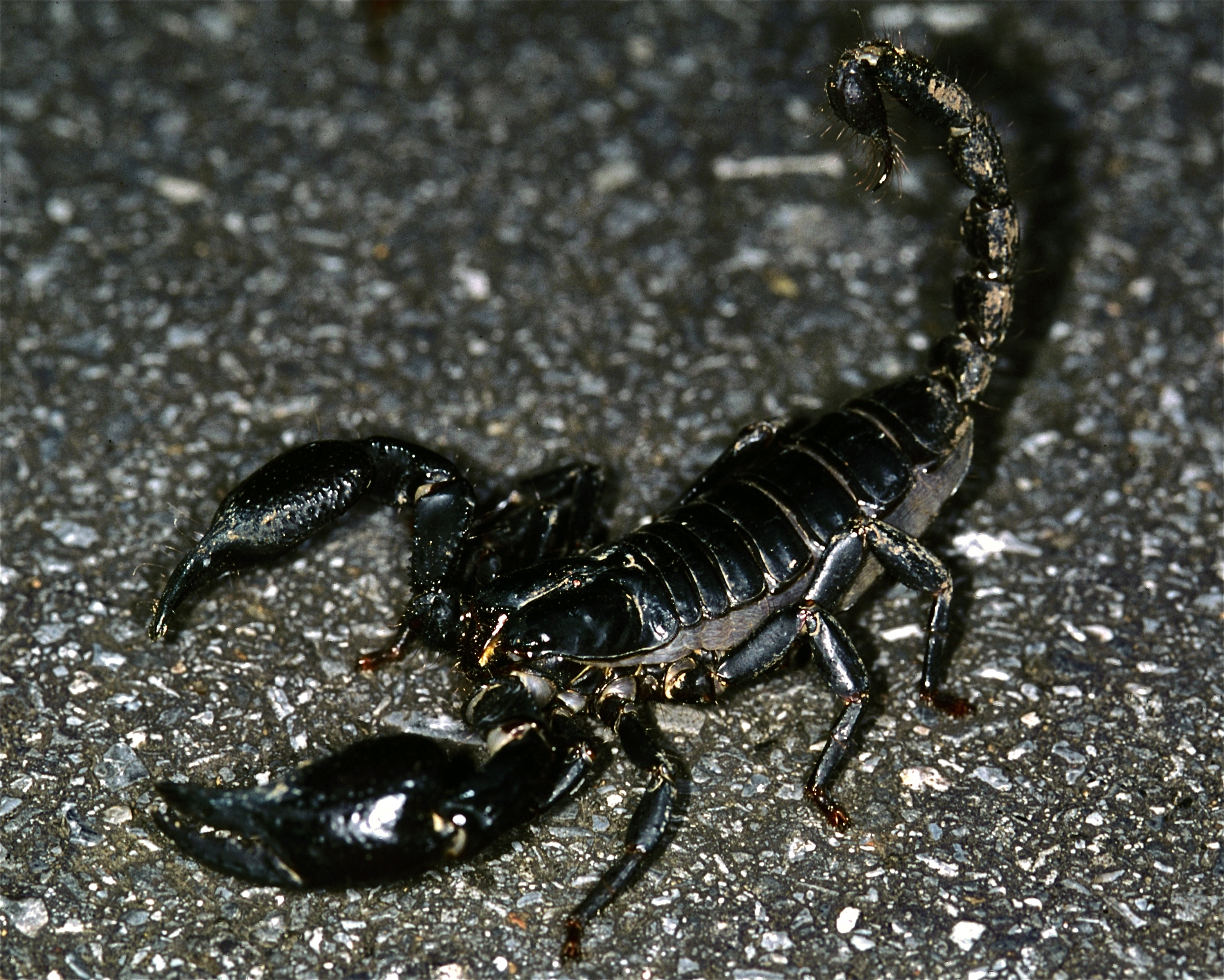
Heterometrus spinifer, parc national de Khao Yai, Thaïlande

Heterometrus spinifer mesure de 100 à 135 mm (de 100 à 170 mm selon certaines sources).
Il est de couleur noir orné de reflets vert-de-grisés. Il possède une paire de pinces très développées.
Ce scorpion se nourrit de blattes, de grillons et de criquets.

## Venin

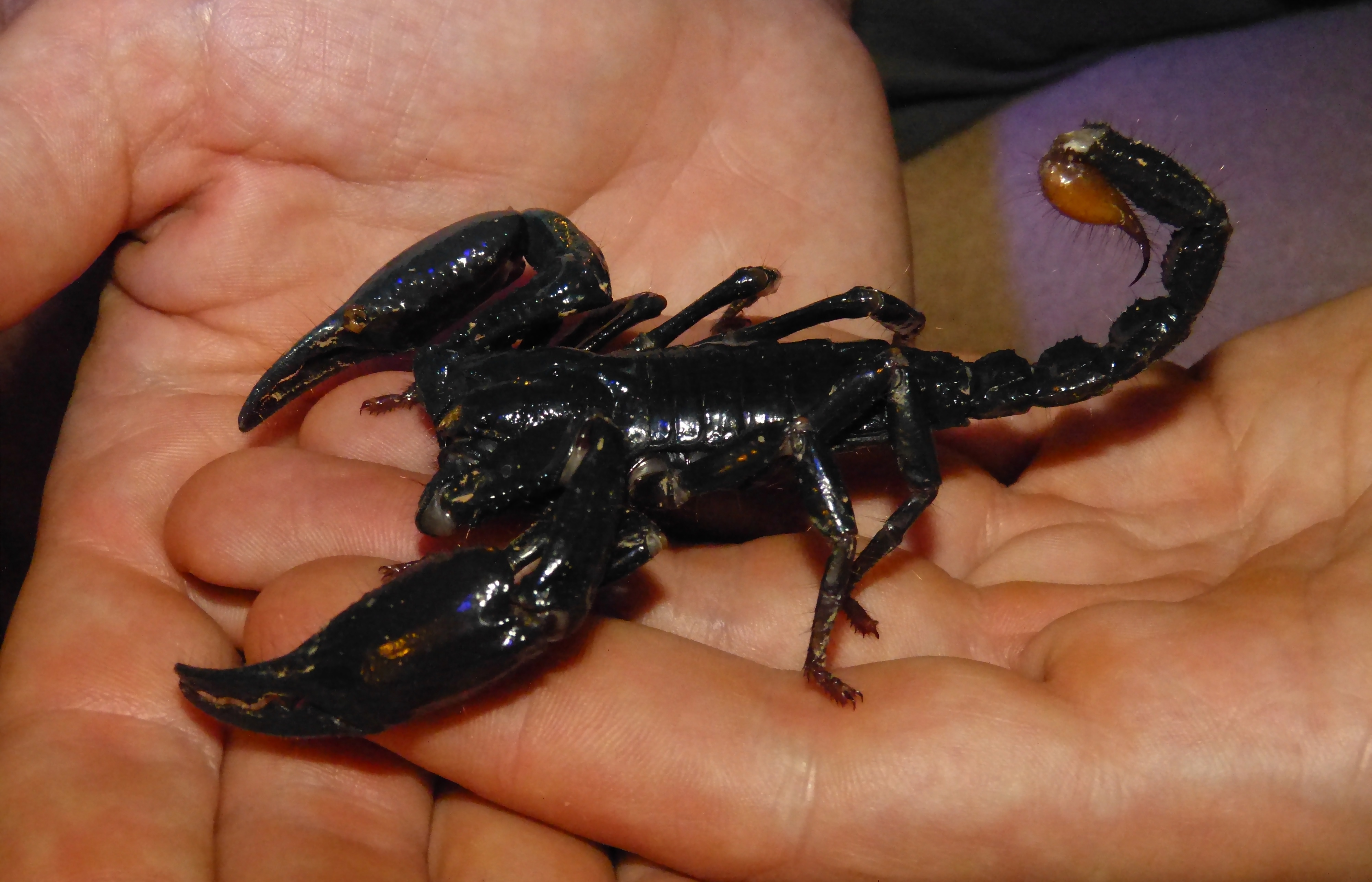
Heterometrus spinifer, parc national de Taman Negara, Malaisie péninsulaire

Son venin peut provoquer une douleur très forte, des troubles oculaires, ainsi que de légers engourdissements autour de la zone touchée mais pas la mort chez l'homme.

## Systématique et taxinomie
Cette espèce a été décrite sous le protonyme Buthus spinifer par Ehrenberg en 1828. Elle est placée dans le genre Heterometrus par Karsch en 1879.

## Publication originale
- Hemprich & Ehrenberg, 1828 : Zoologica II. Arachnoidea. Symbolae physicae seu icones et descriptiones animalium evertebratorum sepositis insectis quae ex itinere per Africam borealem et Asiam occidentalem. Berolini, Officina Academica, (texte intégral).